# Älghultagöl
Älghultagöl är en sjö i Hylte kommun i Småland och ingår i Nissans huvudavrinningsområde.